# Cor Labree
Cornelis Willem Labree (Leeuwarden, 13 januari 1928 - Utrecht, 13 januari 1992) was een Nederlandse burgemeester van de CHU en later het CDA.
Labree, zoon van schoolhoofd Dirk Klaas Willem Labree en Dieke Jacobi, studeerde na zijn middelbareschoolopleiding in Amersfoort rechten aan de Universiteit Utrecht. Vervolgens werkte hij tot 1962 in Nieuw-Guinea als bestuursambtenaar. Terug in Nederland werd hij ging hij werken bij het ministerie van Buitenlandse Zaken en werd hij referendaris bij het kabinet van de commissaris van de Koningin in Gelderland. In augustus 1971 werd hij benoemd tot burgemeester van Valburg. In maart 1981 volgde zijn benoeming tot burgemeester van Barneveld. Deze functie zou hij vervullen tot zijn overlijden in 1992. Hij was de opvolger van Johannes Christoffel Aschoff. Begin 1988 fungeerde hij naast zijn functie in Barneveld ook enkele maanden als waarnemend burgemeester van Valburg na het plotselinge overlijden van burgemeester Jan Massink.
In de Barneveldse wijk "De Burgt" tussen de Plantagelaan en de Nederwoudseweg ligt de Burgemeester Labreelaan, die naar hem genoemd is.
Labree was tweemaal gehuwd en had twee zonen uit zijn eerste huwelijk en twee dochters uit zijn tweede huwelijk. Op 27 december 1991 werd hij getroffen door een hersenbloeding. Labree overleed hieraan op zijn verjaardag op 13 januari 1992 in het Academisch Ziekenhuis Utrecht.

## Trivia
Labree was lokaal bekend om zijn humorvolle toespraken. De gemeente Barneveld gaf onder redactie van Gerrit den Braber en Gerjan Crebolder in 1994 een boekje uit getiteld "Voor rede vatbaar (toespraken door burgemeester Labree)".
Tijdens zijn leven schreef Labree vele gedichten en verhalen.
- International Standard Name Identifier: 0000 0003 8926 950X
- Nederlandse Thesaurus van Auteursnamen: 127842594
- Virtual International Authority File: 282579776
- WorldCat: E39PBJvH8ghHGtVdBFgWYYFqcP